# Metoa exilis
Metoa exilis là một loài tò vò trong họ Ichneumonidae.